# Cypsélos
Pour les articles homonymes, voir Cypsélos (homonymie).
Sauf précision contraire, les dates de cet article sont sous-entendues « avant l'ère commune » (AEC), c'est-à-dire « avant Jésus-Christ ».
Cypsélos (en grec ancien Κύψελος / Kýpselos) est le premier tyran de Corinthe.

## Biographie
Sa naissance est associée à une légende. Sa mère Labda, qui était boiteuse, appartenait aux Bacchiades, la noblesse dorienne qui régnait déjà sur Corinthe au temps de la monarchie. Quand les Bacchiades apprirent de l'oracle de Delphes que son fils deviendrait le tyran de la cité, ils décidèrent de le tuer. Labda l'aurait alors dissimulé dans un coffre (en grec corinthien : kupselê, dont l'enfant tirera son nom). Pausanias en donne une description détaillée et rapporte que le coffre en bois de cèdre, décoré d'or et d'ivoire, était encore exposé à Olympie bien des siècles après. Jean-Pierre Vernant considère l'anecdote du coffre, racontée par Hérodote, comme une contamination par le mythe d'Œdipe (ce dernier étant tyran de Thèbes).
Cypsélos devient archonte, polémarque, puis tyran et met fin au régime oligarchique par l'exil, le meurtre ou encore la spoliation des citoyens les plus puissants. Il règne pendant trois décennies, de 657 à environ 625. Il lève pendant dix ans un impôt sur les biens des Corinthiens, en plus des prélèvements opérés sur les marchandises importées ou exportées par la cité. Cet impôt d'un dixième, prélevé sur les récoltes,  finance la construction de trières, l'érection de fortifications à Corinthe, et la fondation de nouvelles colonies à Leucade, Épidamne, Anactorion et Ambracie,. Il mène des guerres contre Argos et vainc Corcyre, où Corinthe fonde des colonies. Cypsélos est considéré de manière générale comme un « bon tyran » et son action est jugée favorablement par la plupart des auteurs anciens. Son fils Périandre lui succède vers 627.